# Ciornoplesî, Liuboml
Ciornoplesî (în ucraineană Чорнопле́си) este un sat în comuna Poceapî din raionul Liuboml, regiunea Volînia, Ucraina.

## Demografie
Componența lingvistică a localității Ciornoplesî
     Ucraineană (100%)
Conform recensământului din 2001, toată populația localității Ciornoplesî era vorbitoare de ucraineană (100%).